# Erquinghem-le-Sec
Erquinghem-le-Sec (en néerlandais : Erkegem) est une commune française, située dans le département du Nord (59) en région Hauts-de-France. Elle fait partie de la Métropole européenne de Lille.

## Géographie

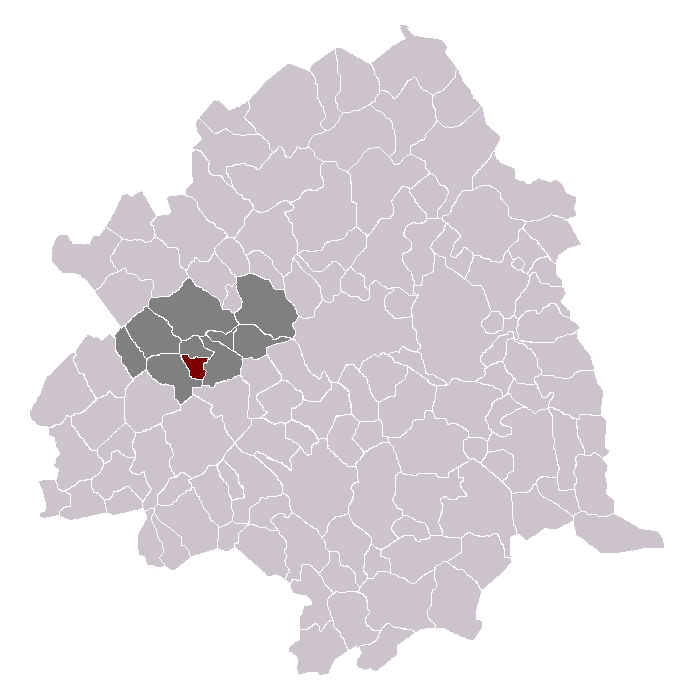
Erquinghem-le-Sec dans son canton et son arrondissement

### Situation
Petite commune située dans les Weppes, à 10 km de Lille près d'Haubourdin. Erquinghem-le-Sec fait partie de la Communauté urbaine de Lille.

### Communes limitrophes
|                 | Escobecques       |                          |
| Beaucamps-Ligny | Erquinghem-le-Sec | Hallennes-lez-Haubourdin |
|                 |                   |                          |

### Hydrographie

#### Réseau hydrographique
La commune est située dans le bassin Artois-Picardie. Elle est drainée par le Hameau de Brulle et les Moulins,,.

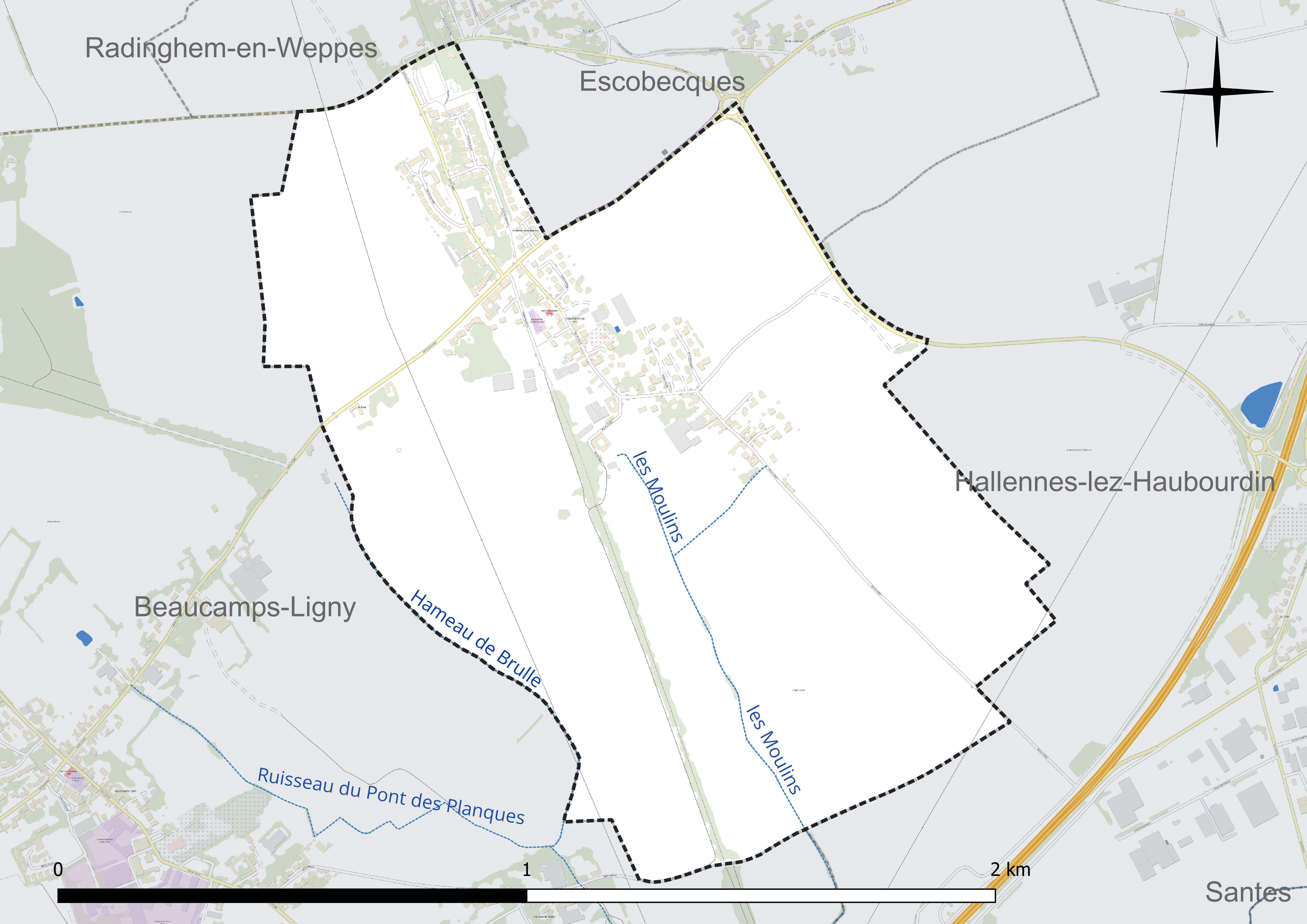
Réseau hydrographique d'Erquinghem-le-Sec.

#### Gestion et qualité des eaux
Le territoire communal est couvert par le schéma d'aménagement et de gestion des eaux (SAGE) « Marque Deûle ». Ce document de planification concerne un territoire de 1 120 km2 de superficie, délimité par les bassins versants de la Marque et de la Deûle, formant une vaste cuvette sédimentaire de 40 km de long et de 25 km de large, où la pente est très faible. Le périmètre a été arrêté le 2 décembre 2005 et le SAGE proprement dit a été approuvé le 9 mars 2020. La structure porteuse de l'élaboration et de la mise en œuvre est la Métropole européenne de Lille. 
La qualité des cours d'eau peut être consultée sur un site dédié géré par les agences de l'eau et l'Agence française pour la biodiversité. 

### Climat
Pour des articles plus généraux, voir Climat des Hauts-de-France et Climat du Nord.
En 2010, le climat de la commune est de type climat océanique dégradé des plaines du Centre et du Nord, selon une étude du CNRS s'appuyant sur une série de données couvrant la période 1971-2000. En 2020, Météo-France publie une typologie des climats de la France métropolitaine dans laquelle la commune est exposée à un climat océanique et est dans la région climatique  Nord-est du bassin Parisien, caractérisée par un ensoleillement médiocre, une pluviométrie moyenne régulièrement répartie au cours de l'année et un hiver froid (3 °C). 
Pour la période 1971-2000, la température annuelle moyenne est de 10,5 °C, avec une amplitude thermique annuelle de 14,2 °C. Le cumul annuel moyen de précipitations est de 690 mm, avec 12,2 jours de précipitations en janvier et 9,3 jours en juillet. Pour la période 1991-2020, la température moyenne annuelle observée sur la station météorologique la plus proche, située sur la commune de Lesquin à 13 km à vol d'oiseau, est de 11,3 °C et le cumul annuel moyen de précipitations est de 740,0 mm,. Pour l'avenir, les paramètres climatiques de la commune estimés pour 2050 selon différents scénarios d'émission de gaz à effet de serre sont consultables sur un site dédié publié par Météo-France en novembre 2022.

## Urbanisme

### Typologie
Au 1er janvier 2024, Erquinghem-le-Sec est catégorisée bourg rural, selon la nouvelle grille communale de densité à sept niveaux définie par l'Insee en 2022.
Elle est située hors unité urbaine. Par ailleurs la commune fait partie de l'aire d'attraction de Lille (partie française), dont elle est une commune de la couronne,. Cette aire, qui regroupe 201 communes, est catégorisée dans les aires de 700 000 habitants ou plus (hors Paris),.

### Occupation des sols
L'occupation des sols de la commune, telle qu'elle ressort de la base de données européenne d'occupation biophysique des sols Corine Land Cover (CLC), est marquée par l'importance des territoires agricoles (84,7 % en 2018), en diminution par rapport à 1990 (90,5 %). La répartition détaillée en 2018 est la suivante : 
terres arables (84,7 %), zones urbanisées (15,3 %). L'évolution de l'occupation des sols de la commune et de ses infrastructures peut être observée sur les différentes représentations cartographiques du territoire : la carte de Cassini (XVIIIe siècle), la carte d'état-major (1820-1866) et les cartes ou photos aériennes de l'IGN pour la période actuelle (1950 à aujourd'hui).

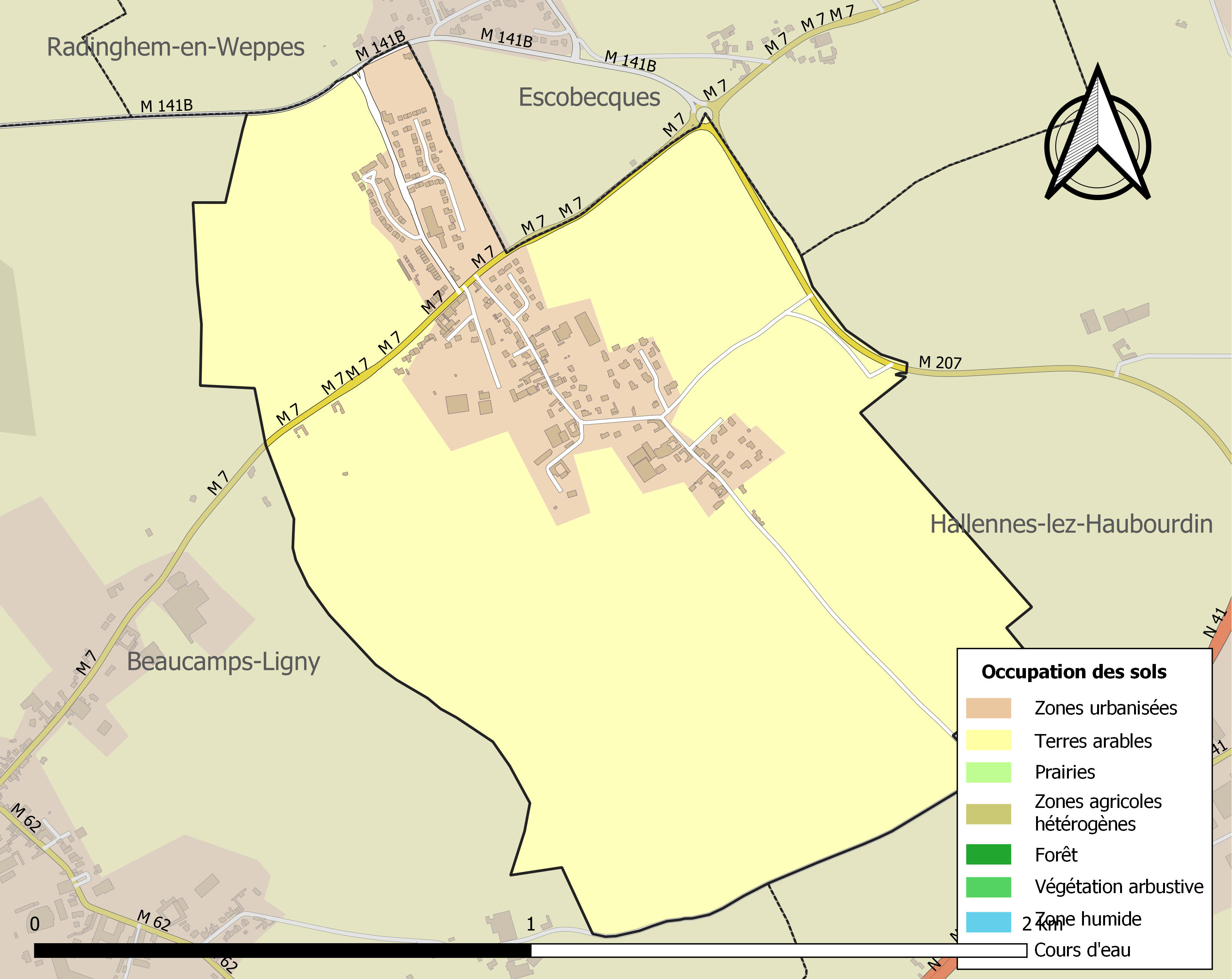
Carte des infrastructures et de l'occupation des sols de la commune en 2018 (CLC).

### Voies de communication et transports
La commune est desservie, en 2023, par les lignes 64, 934 et par les lignes de transport à la demande 22R, 25R et 64R du réseau Ilévia.

## Toponymie
Erkengem en flamand.
Toponyme germanique composé de trois termes: erqu-ing-hem, traduisible par «demeure du peuple de Erk».

## Histoire
En 1348, Gilles d'Hallennes, chevalier et seigneur d'Erquighem, lieu longtemps lié à Hallennes, est cité pour sa participation à la bataille de L'Écluse en 1340.
Le 23 juillet 1641, sont données à Madrid des lettres de chevalerie en faveur de Jean de Harchies, écuyer, seigneur de Millomez, Hallennes, Erquinghem-le-Sec, Basinghem, Rodesel, Caetheu. Il est le fils de feu Léon de Harchies, lui-même fils d'Arnould de Harchies, à son trépas chevalier, seigneur du dit Millomez, et neveu en ligne collatérale et héritier universel de feu Arnould de Harchies, chevalier, seigneur de Hallennes, Erquinghem-le-Sec, également fils dudit feu Arnould. Jean de Harchies est d'ancienne et noble extraction. À l'exemple de ses ancêtres, il a porté les armes pour le service du roi à Zantvliet et autres endroits, et en 1635, a été un des premiers gentilshommes volontaires qui se sont rendus auprès du cardinal Infant, don Ferdinand (Ferdinand d'Autriche ) à Tilemont en Brabant, pour résister à l'armée française et à celle des provinces rebelles. Il a toujours été prêt, en toutes occurrences, en étant requis par les gouverneurs de Lille, Douai, Orchies, Tournai et Tournaisis, à les accompagner comme gentilhomme du quartier, à ses frais, pour le service du roi. Il est allié par mariage à la fille de Floris de Griboval, chevalier, seigneur de Sweveghem, toujours au service du roi, comme ses deux fils dont l'un est mort des suites d'une blessure reçue devant la ville de Salses, en notre comté du Roussillon, et l'autre encore capitaine au régiment du sieur de Ribaucourt aux Pays-Bas.
En 1665, par lettres données à Madrid, est érigée en comté la terre et seigneurie de Sweneghem, située dans la châtellenie de Courtray, en y incorporant les villages de Hallennes et Erquinghem-le-Sec, en faveur de Charles Philippe d'Oignies, fils de feu Claude d'Oignies, comte de Couppignies, et de Anne de Croÿ (maison de Croÿ), pour revenir après son décès au fils aîné de feu Jean de Harchies de Ville et de Marie Florence de Griboval, dame dudit Sweneghem.
Erquinghem-le-Sec fut totalement détruite lors de la Première Guerre mondiale, ses habitants furent même évacués.
La commune a d'ailleurs reçu la croix de guerre.

## Héraldique
| Armes de Erquinghem-le-Sec (Nord) | Les armes de Erquinghem-le-Sec se blasonnent ainsi :"D'or à cinq cotices de gueules, au canton dextre du même". |

## Politique et administration
Maire de 1802 à 1808 : J. Dathis,.

Maire en 1881 : Six.
| Période                                  | Période    | Identité          | Étiquette | Qualité                                              |
| ---------------------------------------- | ---------- | ----------------- | --------- | ---------------------------------------------------- |
| avant 1988                               | ?          | Michel Lambin     |           |                                                      |
| juin 1995                                | avril 2006 | Jean-Marie Thorez | SE        | Vice-président de Lille Métropole Communauté urbaine |
| avril 2006                               | mars 2008  | Pascal Fontaine   | SE        |                                                      |
| mars 2008                                | En cours   | Éric Pauron       | SE        |                                                      |
| Les données manquantes sont à compléter. |            |                   |           |                                                      |

## Population et société

### Démographie

#### Évolution démographique
L'évolution du nombre d'habitants est connue à travers les recensements de la population effectués dans la commune depuis 1793. Pour les communes de moins de 10 000 habitants, une enquête de recensement portant sur toute la population est réalisée tous les cinq ans, les populations de référence des années intermédiaires étant quant à elles estimées par interpolation ou extrapolation. Pour la commune, le premier recensement exhaustif entrant dans le cadre du nouveau dispositif a été réalisé en 2005.

En 2022, la commune comptait 624 habitants, en évolution de +5,76 % par rapport à 2016 (Nord : +0,51 %, France hors Mayotte : +2,11 %).
| 1793 | 1800 | 1806 | 1821 | 1831 | 1836 | 1841 | 1846 | 1851 |
| ---- | ---- | ---- | ---- | ---- | ---- | ---- | ---- | ---- |
| 239  | 238  | 240  | 266  | 253  | 244  | 237  | 224  | 224  |

| 1856 | 1861 | 1866 | 1872 | 1876 | 1881 | 1886 | 1891 | 1896 |
| ---- | ---- | ---- | ---- | ---- | ---- | ---- | ---- | ---- |
| 222  | 233  | 229  | 225  | 221  | 264  | 270  | 249  | 253  |

| 1901 | 1906 | 1911 | 1921 | 1926 | 1931 | 1936 | 1946 | 1954 |
| ---- | ---- | ---- | ---- | ---- | ---- | ---- | ---- | ---- |
| 246  | 232  | 220  | 101  | 114  | 132  | 130  | 133  | 140  |

| 1962 | 1968 | 1975 | 1982 | 1990 | 1999 | 2005 | 2006 | 2010 |
| ---- | ---- | ---- | ---- | ---- | ---- | ---- | ---- | ---- |
| 139  | 234  | 246  | 255  | 345  | 434  | 514  | 512  | 534  |

| 2015 | 2020 | 2022 | - | - | - | - | - | - |
| ---- | ---- | ---- | - | - | - | - | - | - |
| 580  | 595  | 624  | - | - | - | - | - | - |

#### Pyramide des âges
La population de la commune est relativement jeune.
En 2018, le taux de personnes d'un âge inférieur à 30 ans s'élève à 40,1 %, soit au-dessus de la moyenne départementale (39,5 %). À l'inverse, le taux de personnes d'âge supérieur à 60 ans est de 15,0 % la même année, alors qu'il est de 22,5 % au niveau départemental.
En 2018, la commune comptait 304 hommes pour 294 femmes, soit un taux de 50,84 % d'hommes, largement supérieur au taux départemental (48,23 %).
Les pyramides des âges de la commune et du département s'établissent comme suit.
| Hommes | Classe d’âge | Femmes |
| ------ | ------------ | ------ |
| 0,0    | 90 ou +      | 0,0    |
| 6,0    | 75-89 ans    | 5,8    |
| 7,9    | 60-74 ans    | 10,2   |
| 23,2   | 45-59 ans    | 23,2   |
| 19,2   | 30-44 ans    | 24,2   |
| 18,5   | 15-29 ans    | 15,7   |
| 25,2   | 0-14 ans     | 20,8   |

| Hommes | Classe d’âge | Femmes |
| ------ | ------------ | ------ |
| 0,5    | 90 ou +      | 1,4    |
| 5,3    | 75-89 ans    | 8,1    |
| 14,8   | 60-74 ans    | 16,2   |
| 19,1   | 45-59 ans    | 18,4   |
| 19,5   | 30-44 ans    | 18,7   |
| 20,7   | 15-29 ans    | 19,1   |
| 20,2   | 0-14 ans     | 18     |

## Diverses associations
- AEPGH (Association de l'école publique Ghislain Henniart)
- ACSE (Association Culturelle et Sportive d'Erquinghem le sec)
- Association Princesse Clélia (Association de défense pour la mémoire de Clélia Médina)

## Lieux et monuments
- Église Saint-Vaast, la plus modeste des Weppes : 1799 - 1841 - 1926.
- Cloche Marie-Vedastine : fondue, fendue, refondue en 1868, prise par les Allemands pendant 14-18, retrouvée en 2005 à Geispolsheim, volée en 2006.

## Pour approfondir